# Catacumba de los santos Gordiano y Epímaco
La catacumba de Gordiano y Epímaco es una catacumba en Roma, en la antigua Via Latina, hoy cerca de Piazza Galeria, en el distrito Appio-Latino.

## Historia
La catacumba, que lleva el nombre de los dos mártires allí enterrados, en el momento de su descubrimiento se llamaba "catacumba del Agua Mariana", hasta que el arqueólogo Enrico Josi, durante una campaña de excavación organizada durante la Segunda Guerra Mundial (1940-1941), lo identificó con las catacumbas de Gordiano y Epímaco. En 1955 se produjo un descubrimiento casual: durante las excavaciones de un edificio en la superficie, se encontró y parcialmente demolido un cubículo pintado con frescos, que se salvó de la destrucción total gracias a la intervención del padre Antonio Ferrua, director de la Comisión Pontificia de Arqueología Sacra.
Sólo se han descubierto y parcialmente excavado algunos de los túneles de este cementerio subterráneo; Los arqueólogos creen que se trata de una necrópolis de gran tamaño, dispuesta en varios niveles, que todavía se utilizaba, como lo demuestran algunas inscripciones fechadas encontradas en el lugar, durante el imperio de Flavio Claudio Juliano (361-363).

## Enterramientos
Fuentes antiguas recuerdan el entierro en el cementerio subterráneo de la Via Latina, cerca de las murallas aurelianas, de estos mártires: Gordiano, Epímaco, Cuarto, Quinto. Todos estos santos son mencionados en el martirologio de san Jerónimo el 10 de mayo. Según la tradición cristiana, Gordiano fue martirizado durante la persecución del emperador Juliano, mientras que Epímaco murió un siglo antes, durante la persecución del emperador Decio (249-251). No hay noticias de los mártires Cuarto y Quinto. El entierro de estos mártires en las catacumbas queda confirmado por el itinerario de peregrinos del siglo VII, la Notitia ecclesiarum urbis Romae, que añade la presencia de otro santo, Trófimo. Otros itinerarios, además de los cinco ya mencionados, recuerdan a otros mártires enterrados: Sofía, Sulpicio y Serviliano. La información sobre estos últimos cuatro mártires es confusa y fragmentaria. Los itinerarios altomedievales mencionan la presencia, en la superficie, de una basílica dedicada a los santos Gordiano y Epímaco, y de un mausoleo dedicado a Trófimo. No existen vestigios arqueológicos de estos monumentos.

## Descripción
El monumento más interesante de esta catacumba es el descubierto en 1955 y bautizado con el nombre de "cubículo D". Tiene forma cuadrada con tres arcosolios. Los frescos de las paredes datan de la segunda mitad del siglo IV. El más importante representa a Cristo sentado en forma de "maestro", con dos figuras a los lados, identificables con los mártires Gordiano y Epímaco, que tienen una corona en las manos, símbolo del martirio. Otros frescos representan a Moisés recibiendo las tablas de la ley, la resurrección de Lázaro, el pecado original y el episodio del Antiguo Testamento de "la casta Susana" (representada desnuda en una bañera).